# 세포생물학

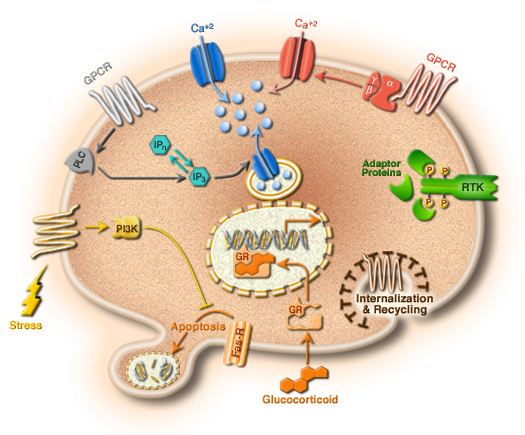

세포생물학(細胞生物學)은 생물체의 기본 바탕을 이루는 세포의 구조를 연구하는 생물학의 전문 연구분야이다. 세포의 관찰과 연구는 분자 생물학적 차원에서 이루어진다. 세포학은 세포의 구조에서 비롯하여 세포 상호간에 이루어지는 여러 가지 현상을 관찰하고 분석함으로써 생물의 생성과 발전에 보다 상세한 지식을 얻음으로써 생물학 관련 분야, 생화학, 유전학, 진화 생물학 등에 유익한 자료를 제공한다.

## 세포생물학의 연구 대상
- 세포핵 (Nucleus): 세포핵은 유전자 세포 원형질의 중심이며 유전정보체인 DNA와 (히스톤 histone) 단백질의 복합체인 염색분체를 담고 있다.
- 핵소체 (Nucleolus): 핵소체는 세포핵 가운데에 있는 알맹이로서 RNA와 단백질 합성에 관여한다. 세포분열시 소실되었다가 분열과정이 종료되면 다시 형성된다.
- 중심소체 (Centrioles): 중심소체는 한 쌍이 세포에 들어 있으며 세포분열시 염색체를 세포막에 가까이 이동시켜 두 개의 세포를 형성하는 데 관여한다. 세포 분열이 일어나지 않는 시기에 주로 알갱이 형태로 존재하며 세포분열이 개시되기 전(간기의 S기 - 간기의 염색사 복제기)에 성상체로 변화 후 분열직전 방추사로 변화한다. 기본 단층구조는 9+0의 구조를 이루고 있으며 섬모나 편모의 기저부로 사용된다.
- 소포체 (Endoplasmic reticulum): 소포체는 리보솜과 결합되어 있는 조면소포체와 결합되지 않은 활면소포체로 나뉜다. 조면소포체에서는 세포밖으로 나갈 단백질 합성에 관여하며 활면소포체에서는 탄수화물과 지질의 합성에 관여한다.
- 골지장치 (Golgi apparatus): 골지장치는 세포의 중추전달체계로서 화학반응을 거쳐 형성된 단백질 등을 저장, 수송, 분비하는 역할을 한다.
- 리보솜 (Ribosome): 리보솜은 세포에 두루 퍼져 있는 작은 알맹이들로서 소포체에서 단백질을 합성하는 데 도움을 준다. 세포핵에서 DNA로부터 전사된 전령 RNA(mRNA)와 결합하여 정확한 순서의 아미노산을 합성한다.
- 리소솜 (Lysosome): 리소솜은 골지장치로부터 유래된 세포내 소낭으로 가수분해 효소를 함유하고 있어 많은 유기화합물을 포함하는 식포와 결합하여 물질분해를 담당하고 외부로부터 유입되는 이물질도 용해할 수 있는 세포소기관이다. 또한 갑상선 호르몬과 같은 물질을 합성 분비하는 데 관여한다.
- 미세소관 (Microtubles): 미세소관은 작은 단백질 성분의 중합체로 이루어진 미세관 구조들로 세포골격을 이루며, 세포분열 과정에서 세포내 구조물들의 이동 등에 중요한 역할을 한다.
- 세포질 (Cytoplasm): 세포질은 세포의 껍질로서 다른 세포와 벽을 만들어 주며, 세포로 유기물질을 받아들이고 그리고 세포 안에서 합성된 물질을 내 보내는 역할을 한다.
- 미토콘드리아 (Mitochondria): 미토콘드리아는 세포내 화학에너지 생성을 담당하는 소기관으로 내부공생설에 의해 형성되었을 것으로 알려져 있으며, 세포내 호흡을 주도한다. 유기 고분자 화합물을 분해하여 이산화탄소와 물로 전화시키고 이때 유리되는 에너지를 아데노신 삼인산으로 저장하여 생명체가 사용할 수 있게 한다..

## 같이 보기
- 생화학
- 조직학 (현미경해부학, 미세해부학)